# Catogne
Le Catogne est un sommet des Alpes suisses situé dans le massif du Mont-Blanc et dans le canton du Valais. Il culmine à 2 598 m.

## Toponymie
Le Catogne tire son nom d'un pâturage situé sur le versant de Sembrancher à 1 863 m d'altitude. Le nom a d'abord été donné à une crête voisine avant d'être donné au groupe entier.

## Géographie

### Situation

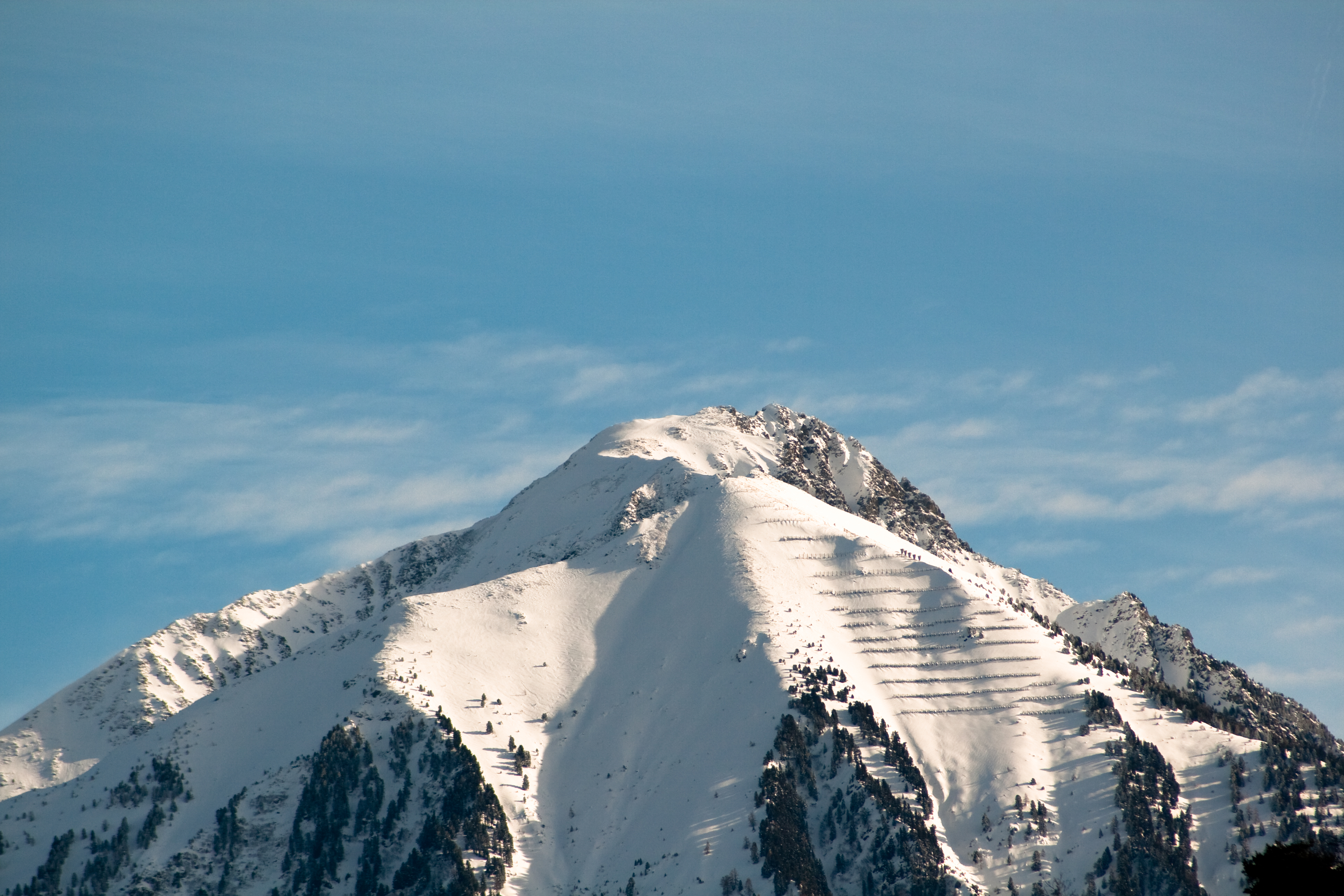
Le sommet du Catogne vu depuis la vallée du Rhône.

Le Catogne se situe dans le district d'Entremont, dans le canton du Valais. Il sépare le vallon de Champex de la vallée de la Drance.

### Topographie
Culminant à 2 598 m, le Catogne est une large pyramide. Il représente l'extrémité nord-est du massif du Mont-Blanc. Le Catogne forme un groupe avec la pointe Gerboz (2 600 m)[Où ?], les pointes des Chevresses (ou Tsevreresses, 2 567 et 2 529 m) et le Bonhomme (2 436 m).

### Géologie
Le Catogne est formé de trois groupes de roche. À l'ouest, il est formé de protogine avec filons aplitiques en continuation du massif du Mont-Blanc. L'arête culminante, au centre du Catogne, contient du porphyre et du schiste.

## Activités
Le sommet du Catogne est accessible par trois itinéraires : en 4 h depuis Champex-Lac ou depuis Marioty (2 h 20 pour le retour) et en 5 h depuis La Garde (3 h pour le retour). Selon l'échelle du Club alpin suisse, la cotation de ces sentiers est T3 (randonnée en montagne exigeante), à l'exception du passage entre le Bonhomme et le Catogne qui est T5 (randonnée alpine exigeante),.